# オスロ大聖堂

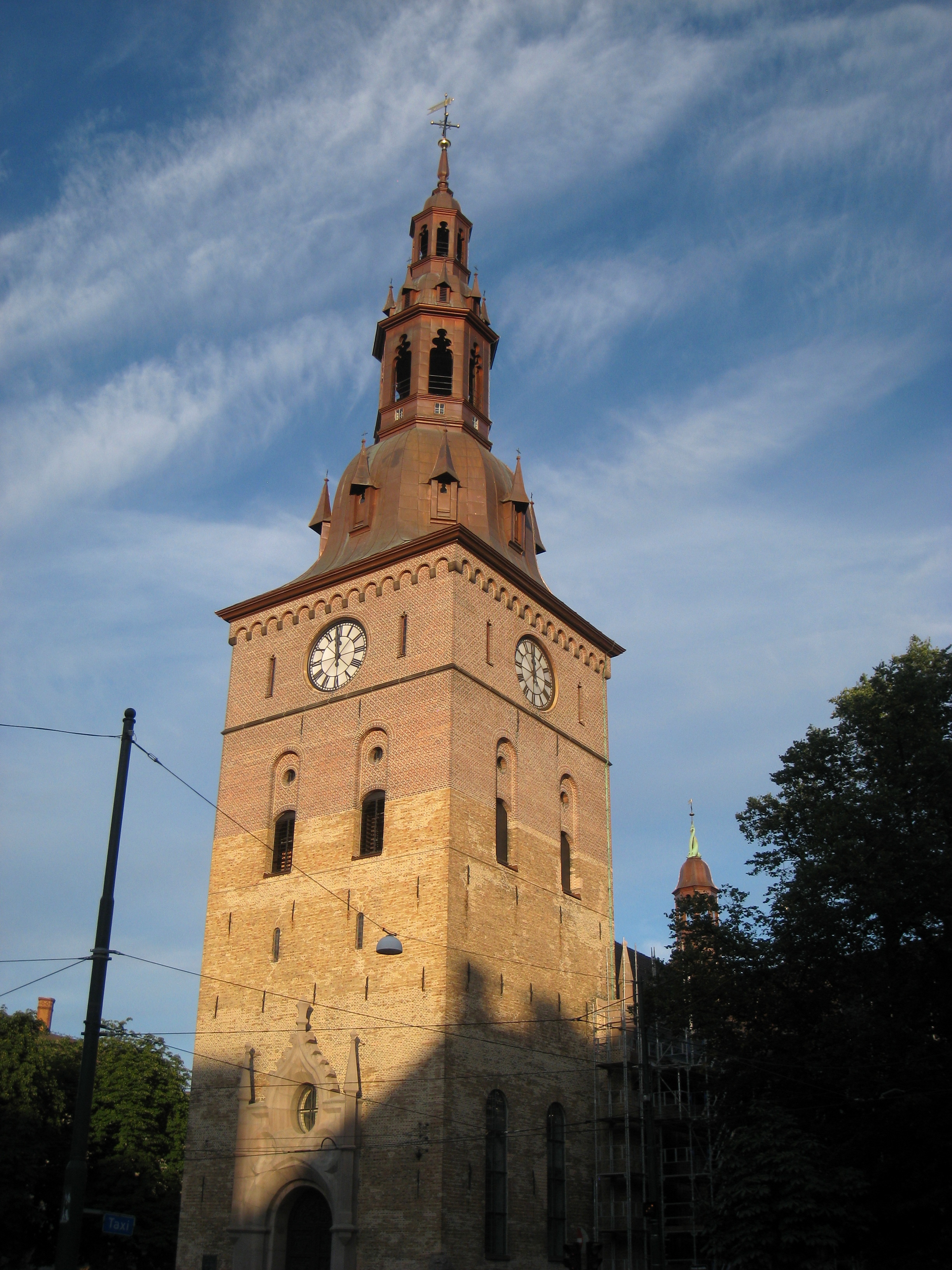
オスロ大聖堂

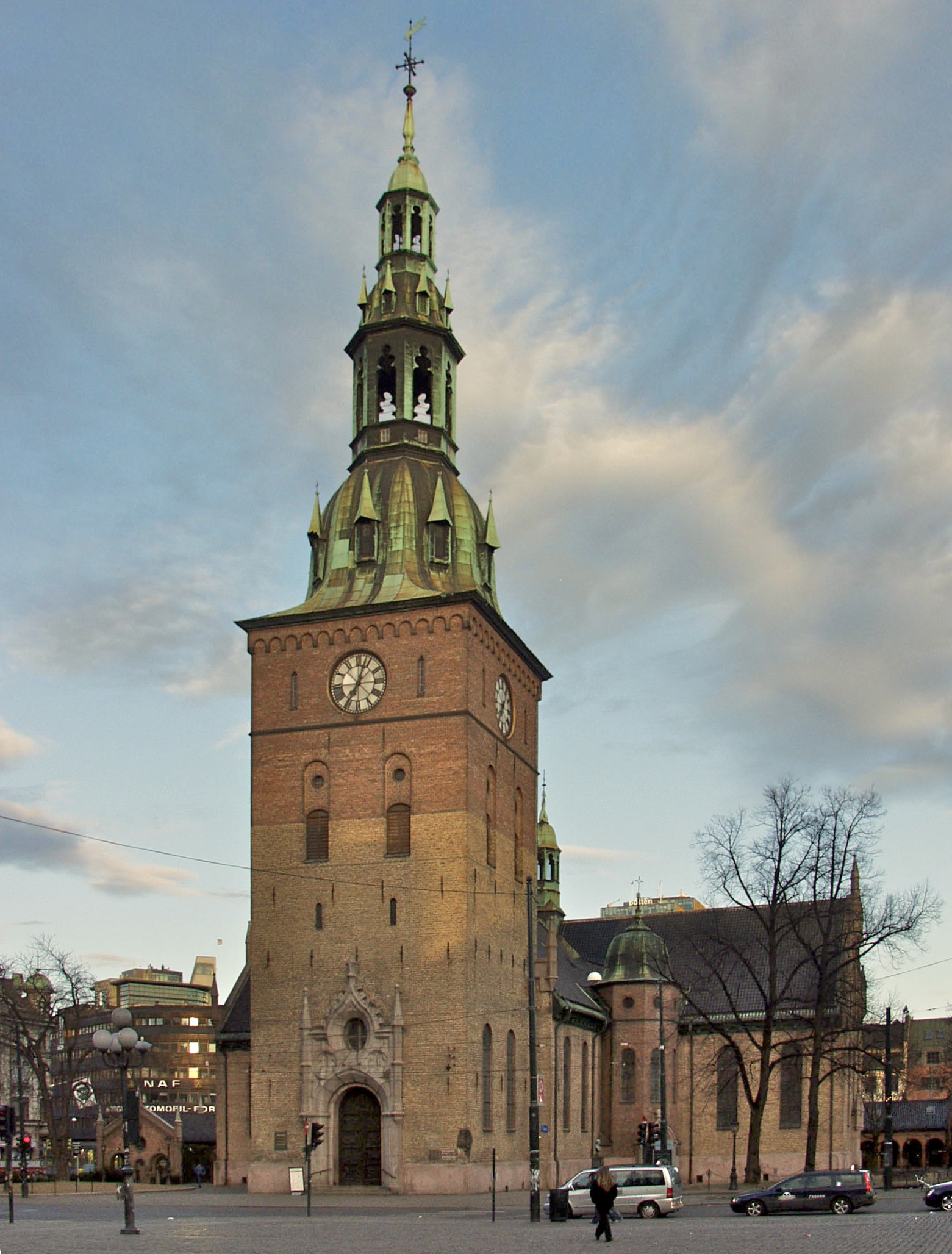
広場からオスロ大聖堂

オスロ大聖堂（ノルウェー語：Oslo domkirke、英語：Oslo Cathedral）--もともと救世主教会（ノルウェー語：Vår Frelsers kirke、英語：Our Savior's Churchと呼ばれていた--は、ノルウェー国教会オスロ監督区の主要教会の一つである。現在の建物は1694年から1697年にかけて建設された。ノルウェー王室並びにノルウェー政府が主要行事を行う際にオスロ大聖堂を利用している。2006年8月に改装のために一旦、閉鎖していたが、2010年4月10日に聖餐式のために再開した。

## 歴史
現在のオスロ大聖堂はノルウェーのオスロにある3代目の大聖堂である。初代の大聖堂であるHallvards Cathedralは12世紀前半にシグル1世が今のOld Bishop's Palace、つまり今日のオスロ大聖堂の約1.5キロメートル東方の位置に建設した。
約500年間、Hallvards Cathedralがオスロ市内で最も重要な大聖堂であったが、1624年のオスロの大火により、クリスチャン4世がアーケシュフース城から防護できるように、2、3キロメートル西方に大聖堂の位置を移転させた。1632年に新しい大聖堂が建設される一方、Hallvards Cathedralは消滅してしまった。
1639年に2代目の大聖堂（Helling Trefoldighet）が建設されたが、それから50年後には3代目のオスロ大聖堂が建設された。オスロ大聖堂の設計はノルウェー参事会議員（etatsråd）のJørgen Wiggersが設計した。3代目のオスロ大聖堂は後に、広場となる位置の東端にある岩盤が露出しているところに建設された。礎石は1694年に据えられ、1697年11月に大聖堂の建設は完了した。
2001年には、ホーコン王太子とメッテ＝マリット王太子妃の結婚式が挙行された。

## 改築

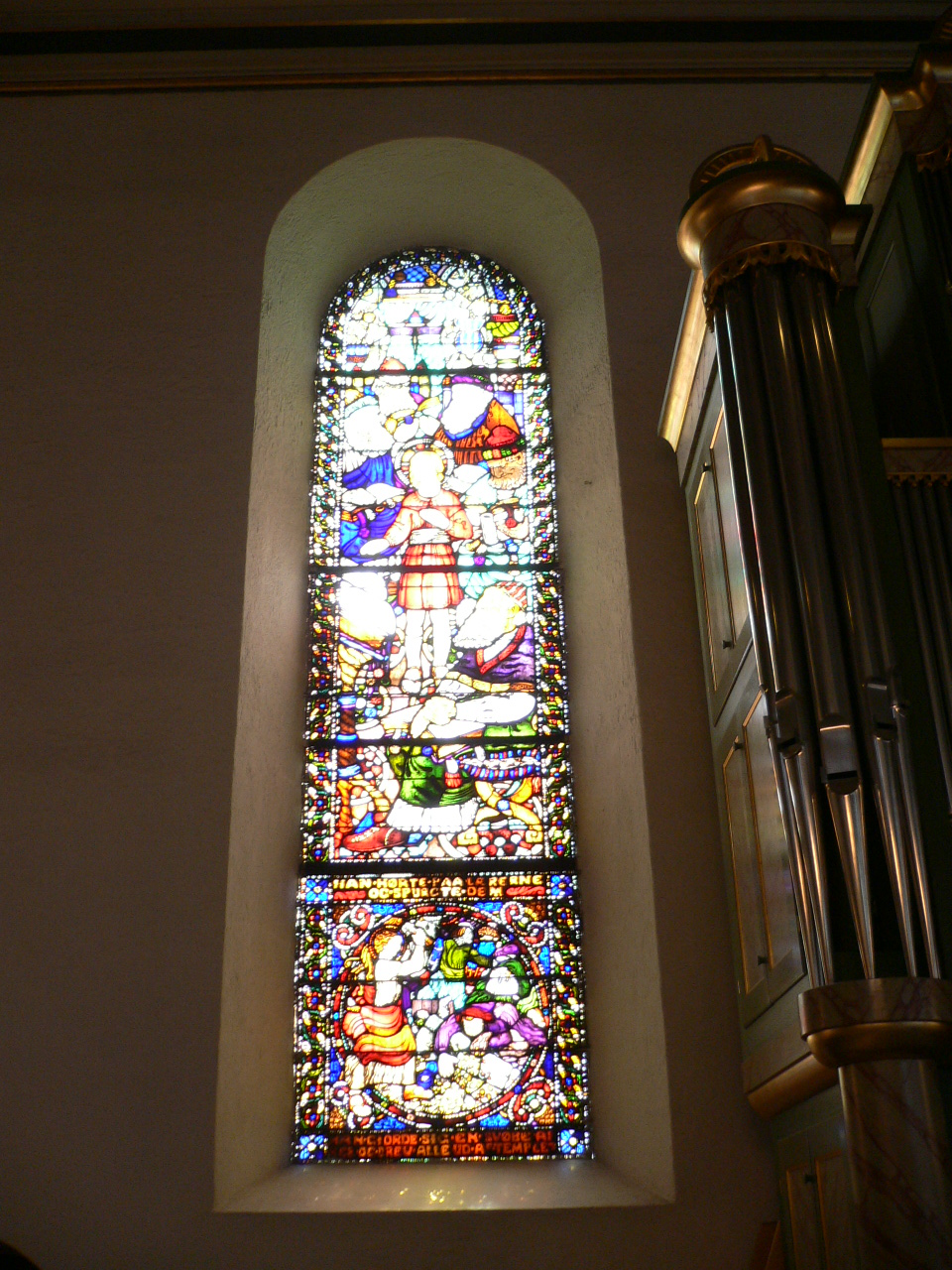
オスロ大聖堂のステンドグラス

オスロ大聖堂は1848年から1850年にかけて、ドイツ生まれの建築家Alexis de Chateauneufによって改築された。別のドイツ生まれの建築家であるHeinrich Ernst Schirmerが改築の監督だった。Chateauneufが1850年に病になると、計画完遂のために彼はAndreas Friedrich Wilhelm von Hannoを採用した。
オスロ大聖堂はカール・ヨハン通りの北西に位置する。大聖堂の周囲には、大聖堂のような緑色した銅の屋根で覆われた長い建物であるバザール（Basarene ved Oslo domkirke）が取り囲んでいる。Basareneとともに、火消し（Brannvakten）がいる。Brannvaktenは1860年から、今日のオスロ消防署がArne Garborgs plassに開設される1939年まで、オスロの消防署の役割を果たしていた。オスロ大聖堂、Basarene、Brannvaktenはいずれも赤いブロックで建てられている。また、
Basarene、Brannvaktenは都市建築家のChristian H. Groschが1840年から1859年にかけて作成した都市計画により建てられた。
大聖堂にある芸術作品は、ステンドグラスはエマニュエル・ヴィーゲランが1910年から1916年にかけて作成、西正門の銅製のドアは1938年にDagfin Werenskioldが作成、聖餐の場面はイタリアの彫刻家のArrigo Minerbiが1930年から設置した。天井の装飾はノルウェーの画家Hugo Lous Mohrが手掛けた。1990年代後半にはフレドリクスタのRyde & Bergがバロック様式の正面の背後にメインのオルガンを設置した。
オスロ建設900周年になる1950年には修復作業は完了した。オスロ大聖堂はArnstein Arnebergの計画により修復された。ネオ・ゴシック様式の内装は取り除かれ、オリジナルの内装品が設置された。Arnebergはまた、大聖堂の何面に新しいチャペルを置こうと考えた。2006年8月のために改装のために、大聖堂は閉鎖されその後、2010年4月に再び開放された。

## 宗教改革後の大司教
（デンマーク＝ノルウェーの宗教改革以後）

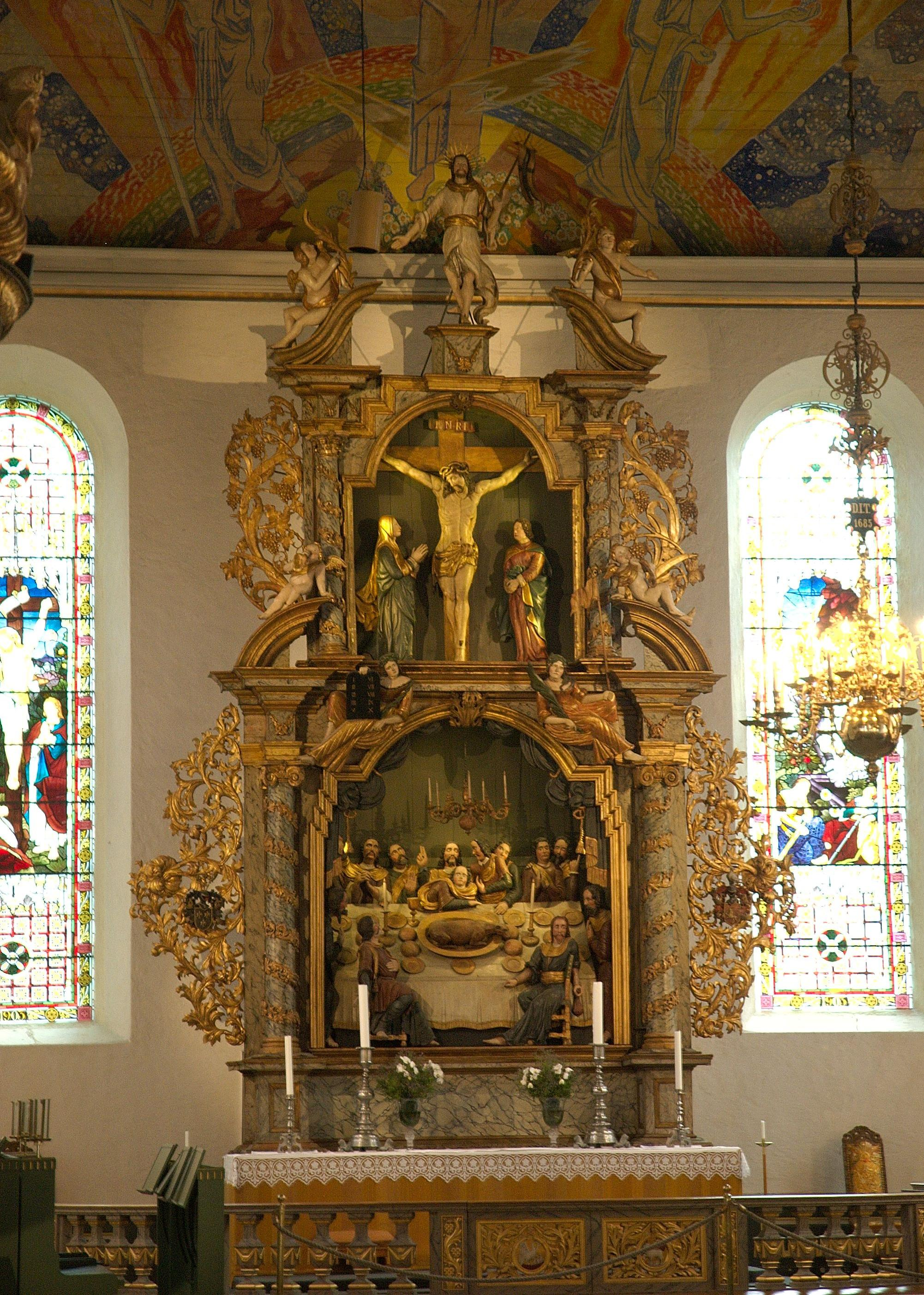
祭壇

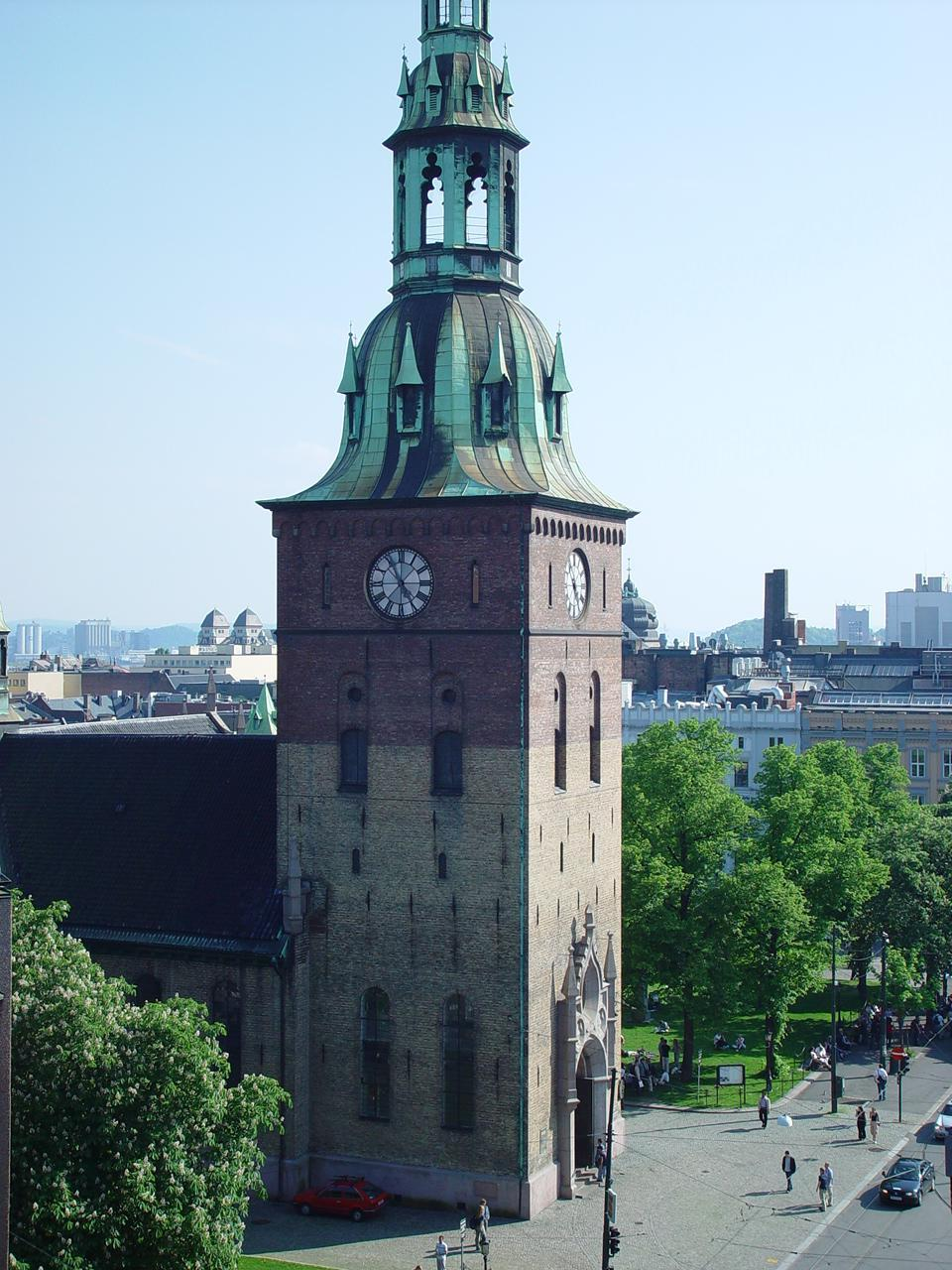
ドーム

- 1541年 - 1545年： Hans Rev
- 1545年 - 1548年： Anders Madssøn
- 1548年 - 1580年： Frants Berg
- 1580年 - 1600年： Jens Nilssøn
- 1601年 - 1607年： Anders Bendssøn Dall
- 1607年 - 1617年： Niels Senning
- 1617年 - 1639年： Niels Simensen Glostrup
- 1639年 - 1646年： Oluf Boesen
- 1646年 - 1664年： Hennings Stockfleth
- 1664年 - 1699年： Hans Rosing
- 1699年 - 1712年： Hans Munch
- 1713年 - 1730年： Bartholomæus Deichman
- 1731年 - 1737年： Peder Hersleb
- 1738年 - 1758年： Niels Dorph
- 1758年 - 1773年： Fredrik Nannestad
- 1773年 - 1804年： Christian Schmidt
- 1805年 - 1822年： Fredrik Julius Bech
- 1823年 - 1845年： Christian Sørensen
- 1846年 - 1874年： Jens Lauritz Arup
- 1875年 - 1893年： Carl Peter Parelius Essendrop
- 1893年 - 1896年： Fredrik Wilhelm Klumpp Bugge
- 1896年 - 1912年： Anton Christian Bang
- 1912年 - 1922年： Jens Frølich Tandberg
- 1922年 - 1937年： Johan Lunde
- 1937年 - 1951年： Eivind Berggrav
- 1951年 - 1968年： Johannes Smemo
- 1968年 - 1973年： Fridtjov Søiland Birkeli
- 1973年 - 1977年： Kaare Støylen
- 1977年 - 1998年： Andreas Aarflot
- 1998年 - 2005年： Gunnar Stålsett
- 2005年 - ： Ole Christian Kvarme

## オルガンとオルガニスト

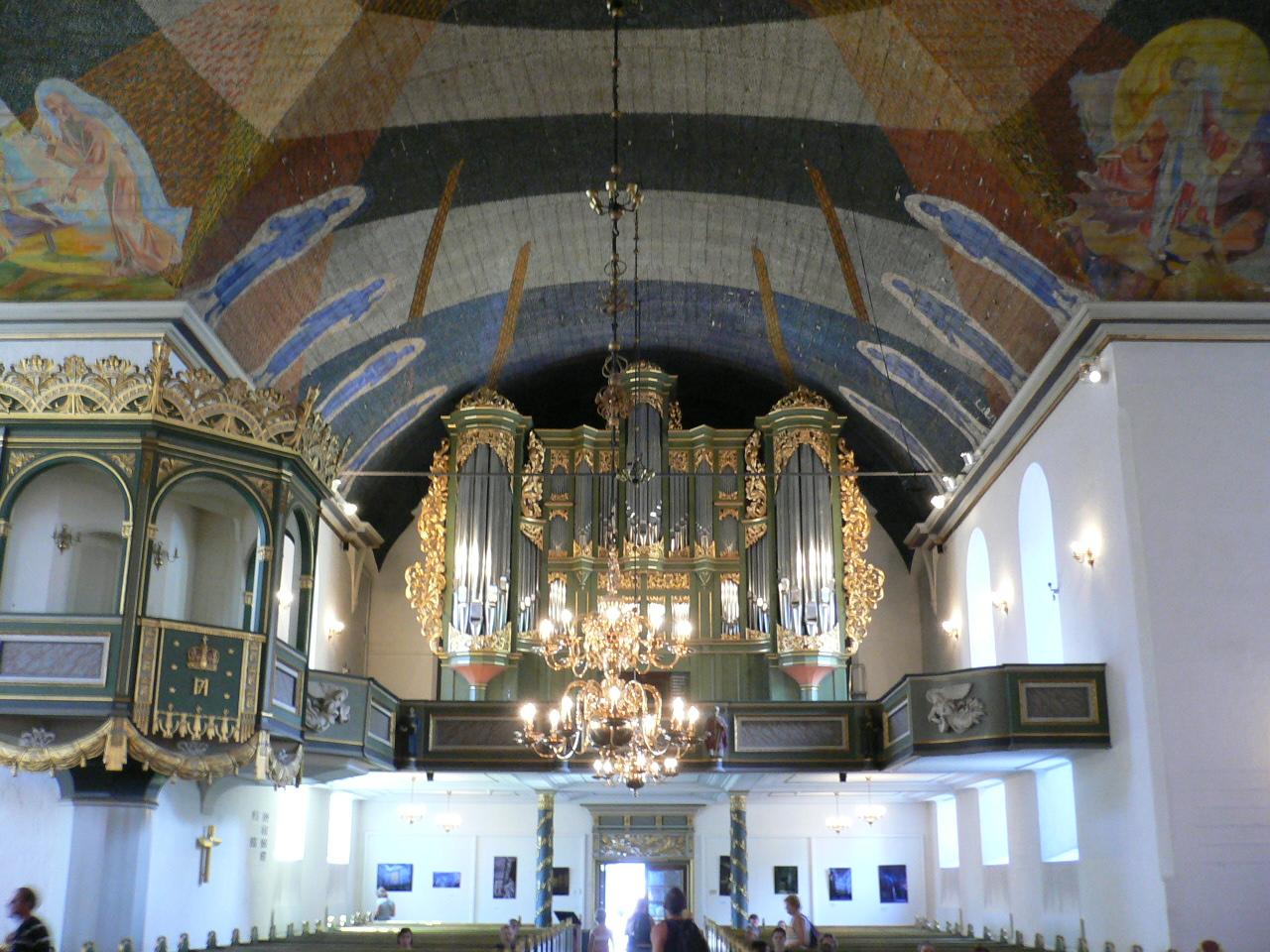
天井内装

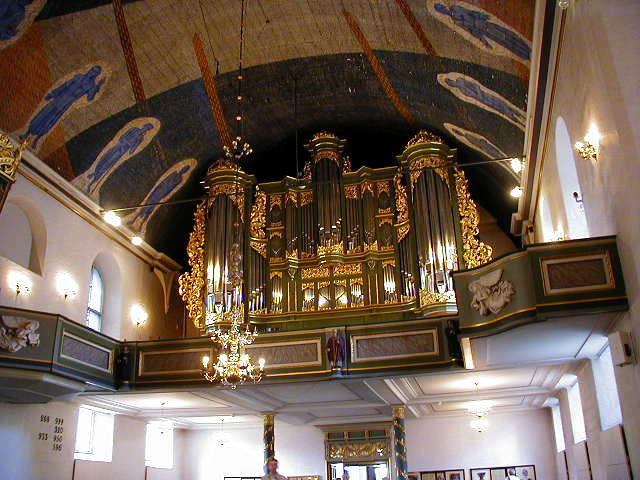
オルガン

オスロ大聖堂の最初のオルガンは1711年にCarl Gusrav Luckvitzが設置したが、1997年にオスロ大聖堂開設300周年を祝してJan Rydeが現在あるオルガンを設置した。大聖堂にある二つの小さいオルガンはRydeの手によるものである。

### オルガニスト
- 1709年 - 1721年： Christian Olsen Rode
- 1721年 - 1764年： Johan Fredrik Clasen
- 1764年 - 1769年： Johan Adolph Pløen
- 1769年 - 1809年： Johan Krøyer
- 1809年 - 1828年： Fredrik Christian Groth
- 1820年 - 1826年： Frederik Christian Lindeman
- 1828年 - 1840年： Jacob Andreas Lindeman
- 1840年 - 1887年： Ludvig Mathias Lindeman
- 1887年 - 1916年： Christian Cappelen
- 1913年 - 1916年： Wilhelm Huus-Hansen
- 1916年 - 1932年： Eyvind Alnæs
- 1933年 - 1966年： Arild Sandvold
- 1966年 - 1982年： Rolf Karlsen
- 1982年 - ： Terje Kvam
- 1984年 - ： Kåre Nordstoga